# Пјанеца (Бергамо)
Пјанеца (итал. Pianezza) је насеље у Италији у округу Бергамо, региону Ломбардија.
Према процени из 2011. у насељу је живело 45 становника. Насеље се налази на надморској висини од 1265 м.